# Тшебяткова
Тшебяткова (пол. Trzebiatkowa, нім. Tschebiadkow) — село в Польщі, у гміні Тухоме Битівського повіту Поморського воєводства.
Населення — 465 осіб (2011).
У 1975-1998 роках село належало до Слупського воєводства.

## Демографія
Демографічна структура станом на 31 березня 2011 року:
|          | Загалом | Допрацездатний вік | Працездатний вік | Постпрацездатний вік |
| -------- | ------- | ------------------ | ---------------- | -------------------- |
| Чоловіки | 238     | 69                 | 156              | 13                   |
| Жінки    | 227     | 52                 | 141              | 34                   |
| Разом    | 465     | 121                | 297              | 47                   |